# Apatheia
|  | Aquest article tracta sobre el concepte filòsofic. Vegeu-ne altres significats a «Apatheia (desambiguació)». |

Segons els estoics i els cínics l'apatheia (en grec antic ἀπάθεια) és la insensibilitat o absència d'afeccions, emocions, sentiments i passions. Segons l'estoïcisme és l'estat mental al qual arriba una persona quan està lliure d'alteracions emocionals. Pot entendre's com equanimitat o indiferència. L'apatheia no és equivalent a l'apatia, car l'apatheia té una connotació positiva mentre que l'apatia no.
Aristòtil afirmava que la virtut es trobava al punt intermedi entre els excessos i les mancances d'emoció. Els estoics, d'altra banda, cercaven l'alliberament de tota passió. Pretenien eliminar les respostes emocionals a aquells esdeveniments externs que estiguessin fora del control de la persona. Per a ells constituïa la resposta racional òptima, atès que per a un individu no és possible controlar esdeveniments originats en la voluntat d'altri o per la natura; únicament controla la seva pròpia voluntat. Això no implica la pèrdua de tot sentiment o tallar les relacions amb el món. Un estoic que dugui a terme judicis i actes virtuosos experimentaria felicitat (eudaimonia) i bons sentiments (eupatheia).
Els escèptics pirrònics també cercaven l'eliminació de sentiments quan una alteració depengués d'una mancança, però permetien un sentiment moderat basat en sensacions com el dolor. El terme apatheia fou adoptat per Plotí en la seva doctrina neoplatònica com la llibertat d'emoció de l'ànima quan arriba a la purificació.
El terme forma part també del Cristianisme primitiu, on l'apatheia significava llibertat de necessitats i d'impulsos indomables. El monasticisme ortodox encara empra aquest terme en aquest sentit.